# 1992년 로스앤젤레스 폭동
1992년 로스앤젤레스 폭동 사태( - 暴動 事態, 영어: 1992 Los Angeles Riots)는 1992년 4월 29일부터 5월 4일까지 미국 캘리포니아주 로스앤젤레스에서 인종차별에 격분한 흑인들에 의해 발생한 유혈 사태였다. 한국계 미국인 사회에서는 사태가 시작된 4월 29일을 따서 사이구(四二九, 영어: Saigu)라고도 부른다.
미국 LA 경찰청 경찰관이 운전수인 로드니 킹을 구타한 사건의 경찰에 대한 무죄가 판결나면서 흑인들의 인종차별에 대한 분노로 시작되었다. 4월 29일 이후 5월 4일까지 수천 명이 LA에서 시위를 일으켰으며, 유혈, 방화로 확산되었다. 재산 피해액이 약 10억 달러를 넘었다. 총 58명이 사망했고 수천여 명이 부상당했다.
이 사태 이후로 많은 활동가 단체들이 구성되었고 다른 인종 집단과의 협력 관계 구축이 증가했다.

## 개요
1991년 3월 3일 로스앤젤레스에서 몇 명의 백인 교통경찰관이 과속으로 질주하는 흑인 운전자 로드니 킹(Rodney King)을 집단 구타하여 흑인 사회는 흥분하였다. 당시 로드니 킹은 백인 교통경찰관들을 용서하였으나 청각장애인이 되었다.
같은 해 3월 16일에는 한국계 미국인 두순자가 자신이 운영하는 상점에서 흑인 소녀 라타샤 할린스가 오렌지 주스를 절취했다고 오인해, 충동사살하여 흑인 사회의 분노를 촉발시켰다. 이듬해인 1992년 4월 29일에 시작되어 5월 4일까지 이어진 로스앤젤레스(L.A.) 역사상 최대 규모의 무장 폭동이었으며 미국 사회에 큰 파장을 불러왔다.

## 로드니 킹 사건
1991년 3월 미국 캘리포니아주 로스앤젤레스에서 몇 명의 백인 교통 경찰관이 과속으로 질주하는 흑인 운전수 로드니 킹(Rodney King)을 체포하는 과정에서 폭행으로 보이는 무차별 구타가 있었다. 이 경찰관 폭행 사건은 피해자인 로드니 킹이 백인 교통경찰관들의 집단구타로 평생 청각장애인이 될만큼 심각한 사건이었는데도 법정에서 배심원들에 의해 가볍게 처리되었다.
4명의 로스앤젤레스 경찰관이 로드니 킹을 집단 폭행하는 모습이 TV로 공개되면서 WASP(백인, 앵글로 색슨, 개신교)로 설명될만큼 미국 사회의 특권계층인 백인에 비해 상대적 빈곤과 박탈감에 젖어 잠재적 폭발 요인을 안고 있던 빈민층의 흑인 사회(라틴계 청년들도 상당수 포함되어 있었다)가 폭발, 시위가 번졌고 급기야는 6일간의 폭동으로 비화되었다. 특히 이들은 며칠 뒤인 3월 16일 흑인 빈민 소녀가 한국인 출신 이주민이 운영하는 상점에서 사살당하자, 흑인을 무시한다는 이유로 코리아타운을 주로 약탈 타깃으로 삼아 방화를 하는 등 치안부재의 무법천지를 만들었다. 이때의 약탈·방화로 LA 한인 사회는 정신적·경제적으로 엄청난 손실을 입었다.
50~60명이 사건 중 살해당한 것으로 추정되며 백여 명 이상의 부상자가 발생했고, 로스앤젤레스 코리아타운의 90%가 파괴되었다.

## 한국계 이민자와 흑인 사이의 갈등

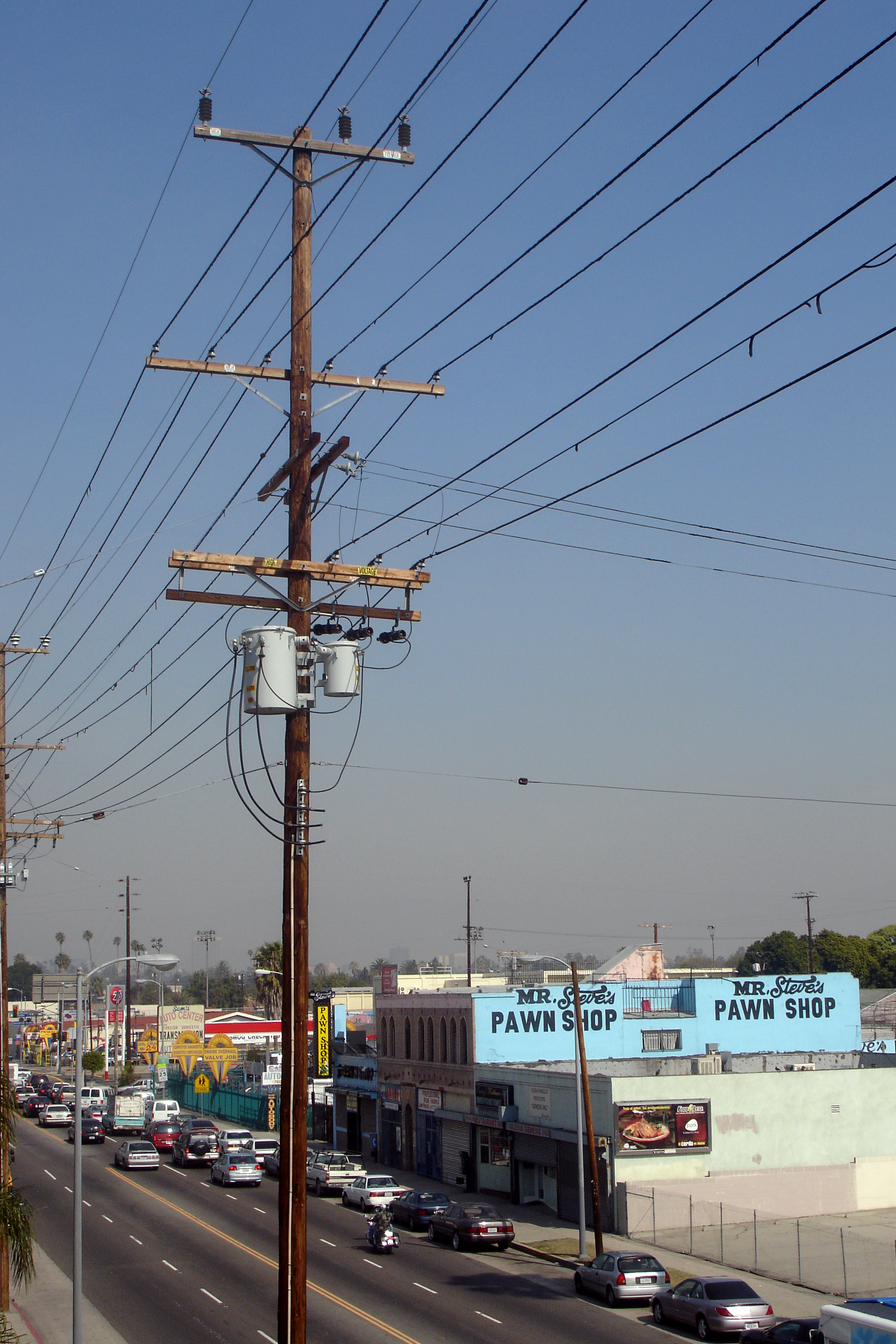
폭동의 많은 부분이 일어난 로스앤젤레스 사우스 센트럴

폭동이 시작되자마자 미국 언론 ABC 방송과 LA지국인 KABC TV에서는 1991년 3월 16일에 흑인 빈민 지역인 남부 로스앤젤레스에서 발생한 이른바 '두순자 사건'을 집중 보도함으로써, 한국인과 흑인 사이의 인종 갈등을 야기하여 폭동을 악화시켰다. 언론공세로써 흑인들의 백인들에 대한 분노를 한국인에게 돌아가도록 한 것이다.
또 로드니 킹 사건과 두순자 사건 때, 미국 언론사들은 증거 자료로 제출된 비디오에서 로드니 킹이 출동한 경찰관들 몇 명을 밀치고 구타한 장면과, 라타샤 할린스가 두순자의 안면을 여러 차례 구타한 장면이 삭제된, 편집된 비디오를 방송에 내보내어 흑인들로 하여금 한국인과 백인 경찰들이 흑인을 차별한다고 생각하게 했다.
폭동이 일어나는 사이에, 많은 한인들이 LA지역의 한국어 라디오를 책임졌던 라디오코리아 (Radio Korea U.S.A)를 이용해서 폭도들로부터 한인들을 보호 할 자원 봉사자들을 모집하여 코리아타운으로 달려갔다. 대부분 즉석에서 만든 무기, 엽총, 그리고 반자동 소총으로 무장하였다.
두순자 사건이란, 상점을 운영하던 49세의 한국 출신 이민자 두순자가 15세 흑인 소녀 라타샤 할린스가 오렌지 주스를 훔쳐가는것으로 오인해 말다툼과 몸싸움 끝을 한 끝에 결국 두순자가 권총을 꺼내 라타샤 할린스를 총격해 라타샤 할린스를 사망하게 만든 사건이다. 이 사건에 대해 배심원은 유죄 평결을 내렸고 검사는 흑인 사회의 반발을 고려해 무기징역을 구형했으나, 판사는 두순자가 재범의 가능성이 적다는 이유로 400시간의 사회 봉사명령과 함께 집행유예 판결을 내렸다.
결국 이 판결로 인해 흑인들의 사법 시스템 및 한인들에 대한 반감이 확산되었고, 결국 로스앤젤레스의 흑인 지역에서 장사하던 한국인이 흑인들의 주요 폭행 대상이ㅣ 된 단초를 제공했다. 이후 폭동은 주로 흑인들이 한국인과 기타 아시아인을 향해 진행되었다. 흑인들은 한국인으로 보이는 동양인들에게 무차별 구타와 집단 난타, 투석, 총격을 가했고 이에 피해가 막심한 한국인들 또한 재산보호를 위해서 여러수단으로 방어를 하기 시작했다. 한흑 갈등으로 인한 로스앤젤레스시 전체의 피해액은 7억 1천만 달러 선으로 집계되었으며, 이중 한국인 피해액은 3억 5천만 달러로 절반에 달한다.
Loyola Marymount 대학에서 아시아 태평양 계 미국인 연구 프로그램을 책임지고 있는 에드워드 박 교수는, 이 1992 폭력사태가 한인들을 자극하여 새로운 물결의 정치 운동을 시작함과 동시에 한인들을 두쪽으로 갈라놓았다. 자유 주의자는 로스엔젤로스에 사는다른 소수민족들과 손을 맞잡고 인종적 억압과 희생양화에 싸우자는 의견이였고 보수파는법과 질서를 강조하고 공화당의 경제적, 사회적 정책을지지했다. 보수 주의자들은 한국인과 다른 소수 민족, 특히 아프리카 계 미국인의 정치적 차이점을 강조하였다.

## 경과

### 한국계 이민자의 대응
사건 당시 미국 경찰은 폭동원인이 백인이였기에 한정된 인적자원을 베벌리 힐스와 할리우드등 부촌과 백인들이 사는 지역들위주로 지켰다. 그리고 폭행 살인등의 심각한 상태였던 한인 상점이 몰려 있는 지역은 방관했다. 때문에 한국계 이민자들은 상점을 지키기 위해서 진지를 구축하고 흑인들의 폭력에 대응했다. 이는 미국 현지 방송을 통해 보도되었다.

### 결과
1992년 5월 1일 캘리포니아 주방위군이 출동한 것을 계기로 4.29 사태는 서서히 진압되었다. 그 뒤 한인 교민 사회와 흑인 사회에서 발생한 각종 재난에 서로 도와줌으로서 관계는 서서히 개선되어갔다. 한흑 갈등의 와중에서도 한국인 출신 입양아들을 보호한 한 흑인 남성의 기사가 언론으로 보도되어 화제가 되기도 했다.
그리고 과거에 허술한 대응을 되풀이하지 않도록 이후 발생한 조지 플로이드 시위 때 LA 행정 당국은 한인 타운에 주방위군을 투입해서 LA 경찰과 함께 한인 타운을 보호해주었다.

## 같이 보기
- 인종차별
- 라타샤 할린스
- 한국의 민족주의
- 파시즘
- 레바논계 호주인(영어판)
  - 2005년 크로눌라 폭동(영어판)

- 루프탑 코리안스
- 2015년 볼티모어 폭동
- 퍼거슨 불온사태
- 1998년 5월 인도네시아 폭동
- 인종 프로파일링
- 미국의 인종차별
- 1967년의 길고 무더운 여름
- 조지 플로이드 시위
- 트레이번 마틴 피살 사건
- 와츠 폭동

### 일반
- The L.A. Riots: 15 Years after Rodney King 보관됨 2007-04-29 - 웨이백 머신 from Time.com.
- Military operations during the 1992 Los Angeles riots – an account by a participating guardsman.
- Lessons in command and control from the L.A. riots – Parameters, journal of the Army War College.
- Flawed Emergency Response during the L.A. riots 보관됨 2004-12-11 - 웨이백 머신 – article by Taubman Center for State and Local Government.
- The L.A. 53 보관됨 2014-12-23 - 웨이백 머신 – full listing of 53 known deaths during the riots, from the L.A. Weekly.
- L.A.'s darkest days – Christian Science Monitor retrospective and interviews with victims and participants.
- "Charting the Hours of Chaos". Los Angeles Times. April 29, 2002.
- 1992: The LA riots – an anarchist perspective characterizing the riots as political uprising.
- Of Illicit Appearance: The L.A. Riots/Rebellion as a Portent of Things to Come, Lewis Gordon, Truthout, May 12, 2012
- 20 Years After the L.A. Riots, Revisiting the Rationality of Revolt, Nigel Gibson, Truthout, May 12, 2012

### 사진
- Urban Voyeur – black and white photographs taken during the riots.

### 비디오
- Los Angeles – A City Under Fire Part 1 (news clips montage)
- Los Angeles – A City Under Fire part 3 (raw news clips)
- Day 1 – Los Angeles Times/KTLA.
- Day 2 (Part 1) – Los Angeles Times/KTLA.
- Day 3 – Los Angeles Times/KTLA.

### 오디오
- "The Radio Show" with Tom Snyder April 30 and May 1, 1992.